# Regierung Borissow III
Die Regierung Borissow III hat am 4. Mai 2017 sein Amt als Regierung von Bulgarien angetreten. Es ist eine Koalitionsregierung unter dem Vorsitz von Bojko Borissow. Die Regierung wurde gebildet, nachdem die Borissow-Partei GERB die Parlamentswahlen 2017 gewonnen hatte. GERB gewann jedoch nur 95 von 240 Sitzen in der Nationalversammlung und musste daher eine Koalition bilden, um regieren zu können. Koalitionspartner war die Walallianz Vereinigte Patrioten (kurz VP). Die Regierung löst das vorherige Kabinett unter Ministerpräsident Ognjan Gerdschikow ab. Das Kabinett war bis zur Ernennung des kommissarischen Ministerpräsidenten Stefan Janew am 12. Mai 2021 im Amt.

## Kabinettsmitglieder
| Amt oder Ressort                                                                                             | Amtsinhaber | Amtsinhaber                                        | Partei               |
| --- | ----------- | -------------------------------------------------- | -------------------- |
| Ministerpräsident                                                                                            |             | Bojko Borissow                                     | GERB                 |
| Stellvertretender Ministerpräsident                                                                          |             | Tomislaw Dontschew                                 | GERB                 |
| Stellvertretende/r Ministerpräsident/in für Wirtschaft und demografische Politik                             |             | Waleri Simeonow bis 16. November 2018              | VP                   |
| Stellvertretende/r Ministerpräsident/in für Wirtschaft und demografische Politik                             |             | Marijana Nikolowa ab 21. November 2018             | Parteilos (für VP)   |
| Stellvertretender Ministerpräsident für öffentliche Ordnung und nationale Sicherheit Verteidigungsminister   |             | Krassimir Karakatschanow                           | VP                   |
| Stellvertretende Ministerpräsidentin für die Justizreform Außenministerin                                    |             | Ekaterina Sachariewa                               | Parteilos (für GERB) |
| Finanzminister                                                                                               |             | Wladislaw Goranow bis 24. Juli 2020                | GERB                 |
| Finanzminister                                                                                               |             | Kirił Ananiew seit 24. Juli 2020                   | Parteilos            |
| Justizminister/in                                                                                            |             | Zezka Zatschewa bis 5. April 2019                  | GERB                 |
| Justizminister/in                                                                                            |             | Danail Kirilow 5. April 2019 bis 3. September 2020 | GERB                 |
| Justizminister/in                                                                                            |             | Dessislawa Achladowa seit 3. September 2020        | GERB                 |
| Innenminister                                                                                                |             | Mladen Marinow bis 24. Juli 2020                   | Parteilos (für GERB) |
| Innenminister                                                                                                |             | Christo Tersijski seit 24. Juli 2020               | Parteilos            |
| Gesundheitsminister                                                                                          |             | Nikolaj Petrow bis 10. November 2017               | Parteilos            |
| Gesundheitsminister                                                                                          |             | Kiril Ananiew 10. November 2017 bis 24. Juli 2020  | Parteilos (für GERB) |
| Gesundheitsminister                                                                                          |             | Kostadin Angelow seit 24. Juli 2020                | Parteilos            |
| Minister für Bildung und Wissenschaft                                                                        |             | Krassimir Waltschew                                | Parteilos (für GERB) |
| Minister für Verkehr, Informationstechnologie und Kommunikation                                              |             | Rossen Scheljaskow                                 | Parteilos (für GERB) |
| Energieministerin                                                                                            |             | Temenuschka Petkowa                                | Parteilos (für GERB) |
| Ministerin für Tourismus                                                                                     |             | Nikolina Angelkowa bis 24. Juli 2020               | GERB                 |
| Ministerin für Tourismus                                                                                     |             | Mariana Nikolowa seit 24. Juli 2020                | Parteilos            |
| Minister für Jugend und Sport                                                                                |             | Krassen Kralew                                     | GERB                 |
| Verantwortliche Ministerin für die bulgarische Präsidentschaft des Rates der Europäischen Union im Jahr 2018 |             | Liljana Pawlowa                                    | GERB                 |
| Ministerin für regionale Entwicklung und öffentliche Arbeiten                                                |             | Petja Awramowa                                     | Parteilos (für GERB) |
| Wirtschaftsminister                                                                                          |             | Emil Karanikolow bis 24. Juli 2020                 | Parteilos (für VP)   |
| Wirtschaftsminister                                                                                          |             | Latschesar Borissow seit 24. Juli 2020             | Parteilos            |
| Minister/in für Arbeit und Sozialpolitik                                                                     |             | Bisser Petkowbis 3. Dezember 2019                  | GERB                 |
| Minister/in für Arbeit und Sozialpolitik                                                                     |             | Deniza Satschewa                                   | Parteilos            |
| Minister für Umwelt und Wasserressourcen                                                                     |             | Neno Dimowbis 15. Januar 2020                      | Parteilos (für VP)   |
| Minister für Umwelt und Wasserressourcen                                                                     |             | Emil Dimitrow seit 15. Januar 2020                 | VP                   |
| Minister/in für Land-, Lebensmittel- und Forstwirtschaft                                                     |             | Rumen Poroschanow bis 15. Mai 2019                 | GERB                 |
| Minister/in für Land-, Lebensmittel- und Forstwirtschaft                                                     |             | Dessislawa Tanewaab 15. Mai 2019                   | GERB                 |
| Kulturminister                                                                                               |             | Boil Banow                                         | Parteilos (für VP)   |